# Anoplophora graafi
Anoplophora graafi là một loài bọ cánh cứng trong họ Cerambycidae.